# Järfälla
La commune de Järfälla est une commune suédoise du comté de Stockholm. Environ 80900 personnes y vivent (2020). Son chef-lieu se situe à Jakobsberg.

## Description
Järfälla est située à 20 kilomètres au nord-ouest du centre de Stockholm et fait partie du Grand Stockholm. 
La commune de Järfälla est située dans la partie sud de la région de l'Uppland, sur la rive est du lac Mälaren. 
La commune borde la commune d'Upplands Väsby au nord-est, la commune de Sollentuna à l'est, la commune de Stockholm au sud-est, la commune d'Ekerö à l'ouest (frontière maritime) et la commune d'Upplands-Bro au nord-ouest, toutes situées dans le comté de Stockholm.
La superficie de la municipalité est de 53,79 kilomètres carrés (au 1er janvier 2016).

## Population
| 1950  | 1955   | 1960   | 1965   | 1970   |
| ----- | ------ | ------ | ------ | ------ |
| 7 269 | 11 745 | 19 187 | 38 142 | 49 261 |

| 1975   | 1980   | 1985   | 1990   | 1995   |
| ------ | ------ | ------ | ------ | ------ |
| 51 549 | 53 321 | 56 020 | 56 359 | 58 675 |

| 2000   | 2005   | 2010   | 2015   | 2020   |
| ------ | ------ | ------ | ------ | ------ |
| 60 471 | 61 743 | 66 211 | 72 429 | 81 274 |

## Subdivisions administratives

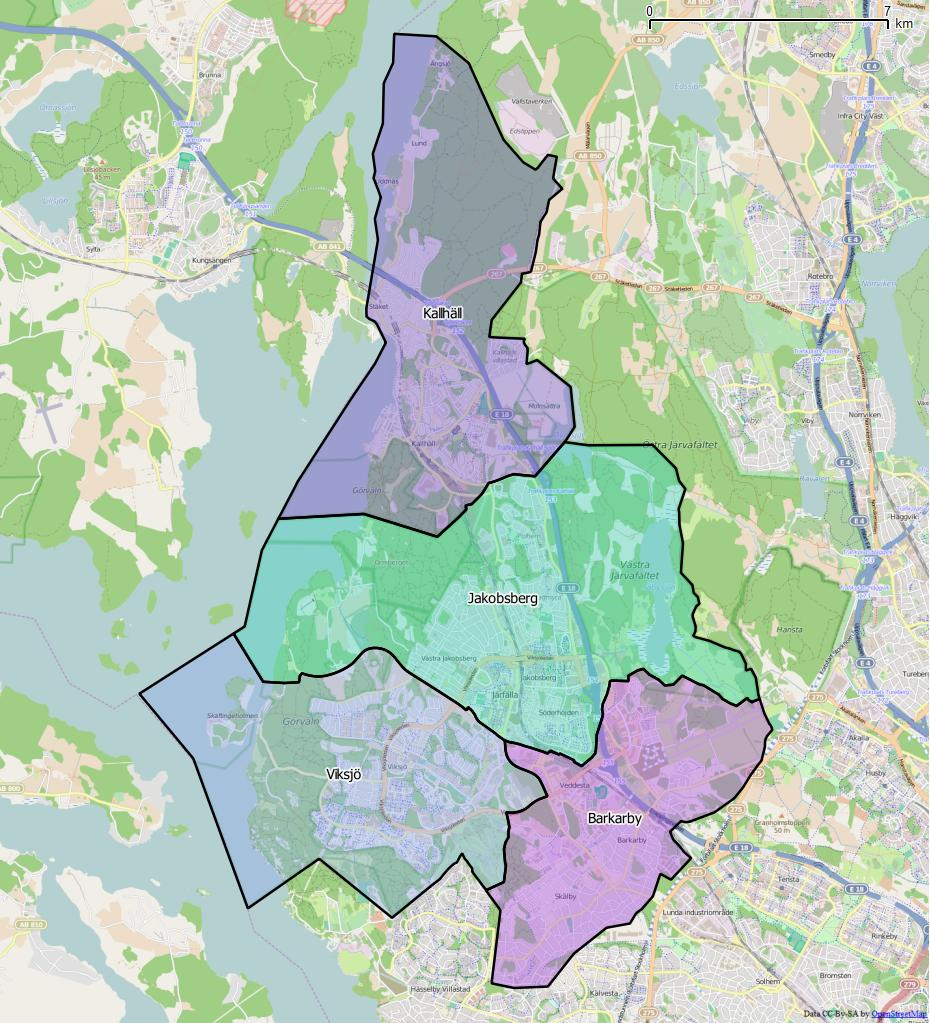
Districts de Järfälla.

Depuis 2016, la commune est divisée en districts suivants:
- Jakobsberg
- Kallhäll
- Barkarby
- Viksjö

L'habitat dense au sein de la commune fait partie de l'agglomération de Stockholm.
En 2020, 99,8 pour cent des habitants de la municipalité vivaient en zone urbaine, ce qui peut être comparé au pays où 87,6 pour cent de la population vivait en zone urbaine.

## Personnalités
- Niklas Zennström (1966-), Développeur de logiciels
- Johan Mjällby (1971-), footballeur suédois
- Staffan Kronwall (1982-), Joueur de hockey sur glace
- Lisa Ajax (1998-), Chanteuse

## Galerie

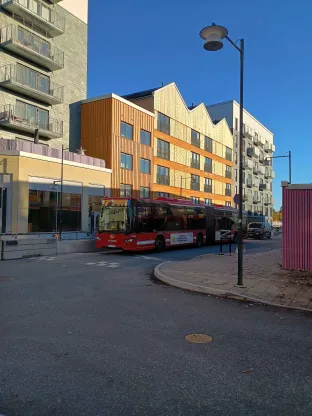
Rue Herculesgatan à Barkarby.
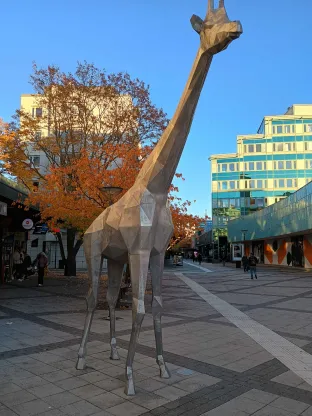
La girafe de Jakobsberg.
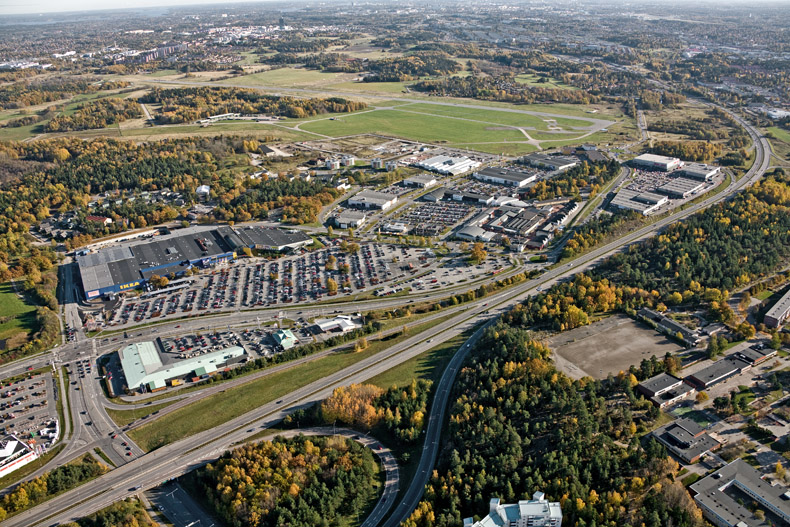
Barkarby.
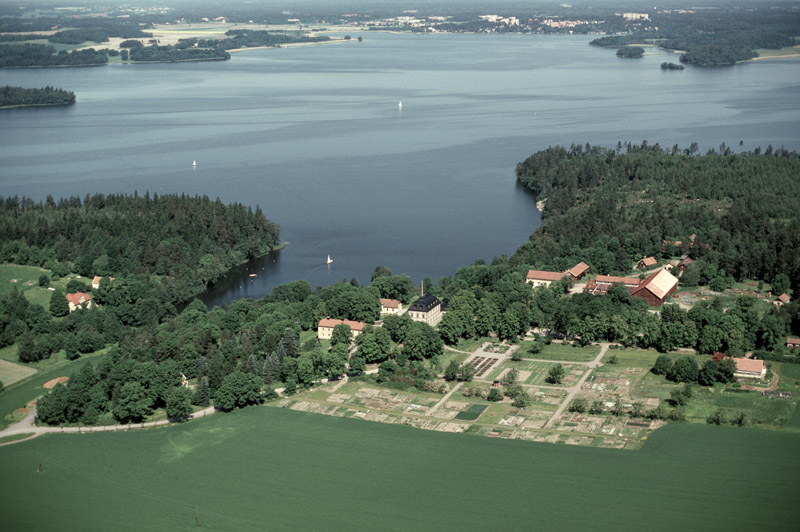
Vue aérienne de Görväln.
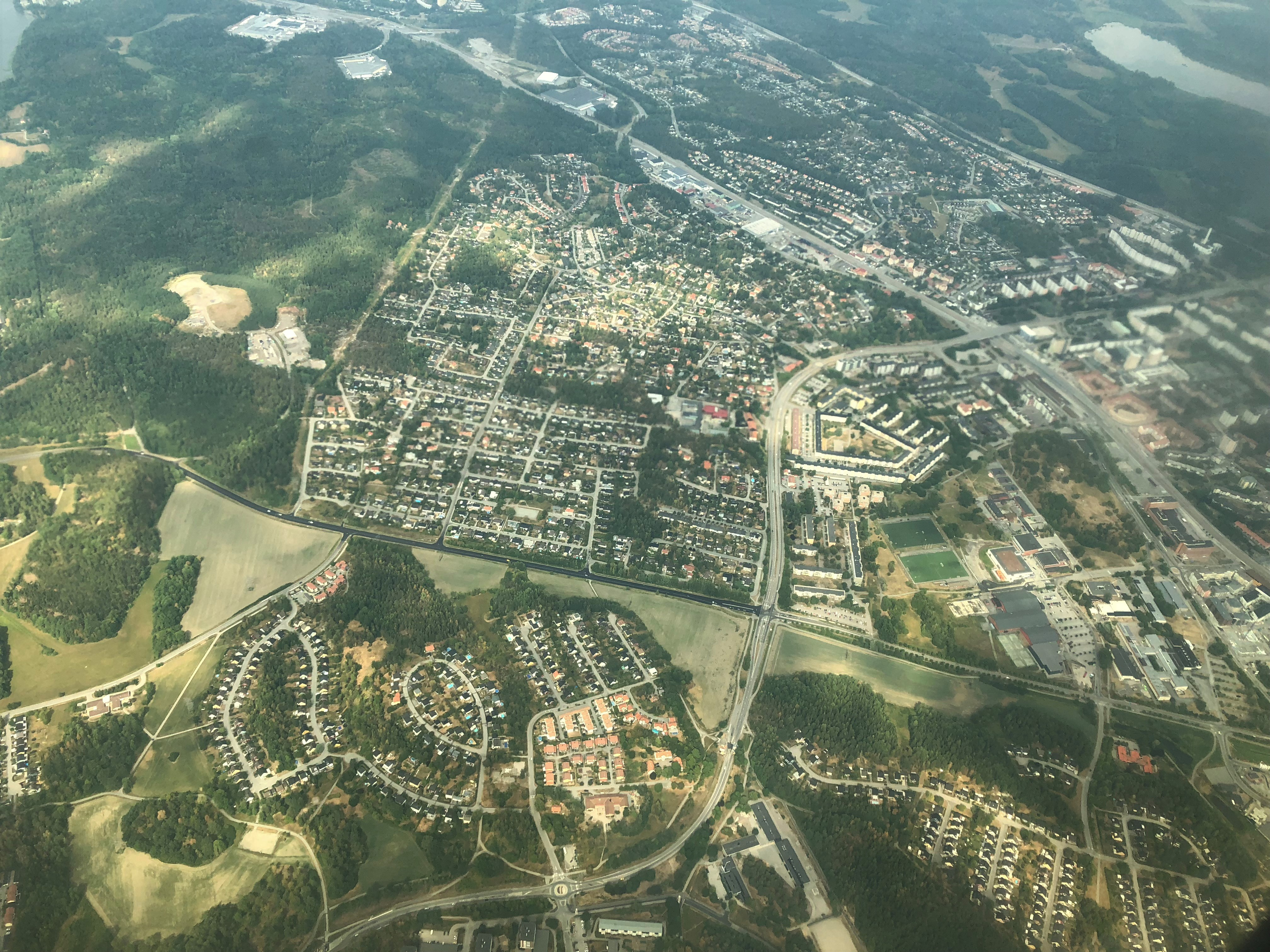
Vue aérienne de Jakobsberg.